# Teucrium lerrouxii
Teucrium lerrouxii là một loài thực vật có hoa trong họ Hoa môi. Loài này được Sennen miêu tả khoa học đầu tiên năm 1936.